# Dialeto sertanejo
O dialeto sertanejo é um dialeto do português brasileiro. É falado no sudoeste, centro-sul e leste de Mato Grosso, noroeste de Mato Grosso do Sul, no centro-norte de Goiás, e em pequenas porções do oeste de Minas Gerais.
Este dialeto é um desenvolvimento do dialeto caipira, que sofreu forte influência das ondas migratórias que correram em direção ao Centro-Oeste brasileiro principalmente após a construção de Brasília e da abertura das rodovias Belém-Brasília e BR-364. A interação cultural de imigrantes falantes dos dialetos mineiro, sulista e nordestino construiu o que hoje é conhecido como dialeto sertanejo. Ainda hoje grandes porções de Goiás e Mato Grosso do Sul ainda falam o dialeto caipira.

## Variantes
Há algumas variantes dialetais neste modo de falar, tais como:
- Dialeto da Baixada Cuiabana
- Dialeto de Campo Grande e Bolsão Sul-Matogrossense
- Dialeto de Goiás
- Dialeto do Pantanal[6][7] e Alto Pantanal[8]
- Dialeto do Triângulo Mineiro

## Algumas características
Além da nunca palatalização de fricativas (/s/ e /z/) e da sempre palatalização de /di/ e /ti/ em palavras como "instinto" [ĩs'tʃĩtu] e "desde" ['dezdʒi] (características de outros dialetos), também vemos nesse dialeto uma certa alternância entre o "r" surdo (/ɾ/) e "r" aproximante alveolar (/ɹ/), onde, por exemplo, a palavra "porta" tanto pode ser falada ['pɔɾtɐ] como ['pɔɹtɐ], dependendo da região, suas proximidades e seu histórico de ocupação.

## Vocábulos locais (Mato Grosso)
- Vôte = Credo
- Guria = Menina
- Guri = Menino
- Gurizada = Galera
- Pebolim = Totó
- Quebra - Mola = Lombada
- "Dar o balão" = Rotatória
- Canháem = Credo (2)
- Digoreste = Muito bom, ótimo.
- Apanhar = Surra
- Tchá por Deus = Expressão de espanto ou indiferença
- Espia-lá = Olha lá.
- Moage = Frescura

## Vocábulos locais (Goiás)
- Custoso = Pessoa de gênio difícil[10]
- Dar rata = Passar vergonha
- Dar conta = Conseguir
- Paia = Ruim
- Prego = Pessoa inconveniente
- Pelejar = Insistir, tentar
- Que nem = "Assim como", indica semelhança
- Coró = Qualquer tipo de lagarta
- De sal e de doce = Equivalentes a "salgado" e "doce", respectivamente
- Mocozar ou mocar = Roubar, esconder. Surrupiar
- Quando é fé = De repente
- Botar fé = Concordar, apoiar, creditar
- Grilar = Irritar-se
- Caçar = Procurar
- Ridicar = Agir de forma egoísta sobre alguma coisa
- Pior (que sim) = Afirmativa. Exemplo: "Parece que vai chover" "Pior..."
- Ter base = Ter fundamento. Em negação, indica situação inacreditável
- Skinny = Salgadinho industrial
- Uai = Interjeição de dúvida ou surpresa
- Trem = Coisa
- Dar trela = Rir muito, achar graça. Incentivar